# Bistum Antsirabé
Das Bistum Antsirabé (lat.: Dioecesis Antsirabensis) ist eine in Madagaskar gelegene römisch-katholische Diözese mit Sitz in Antsirabé.

## Geschichte

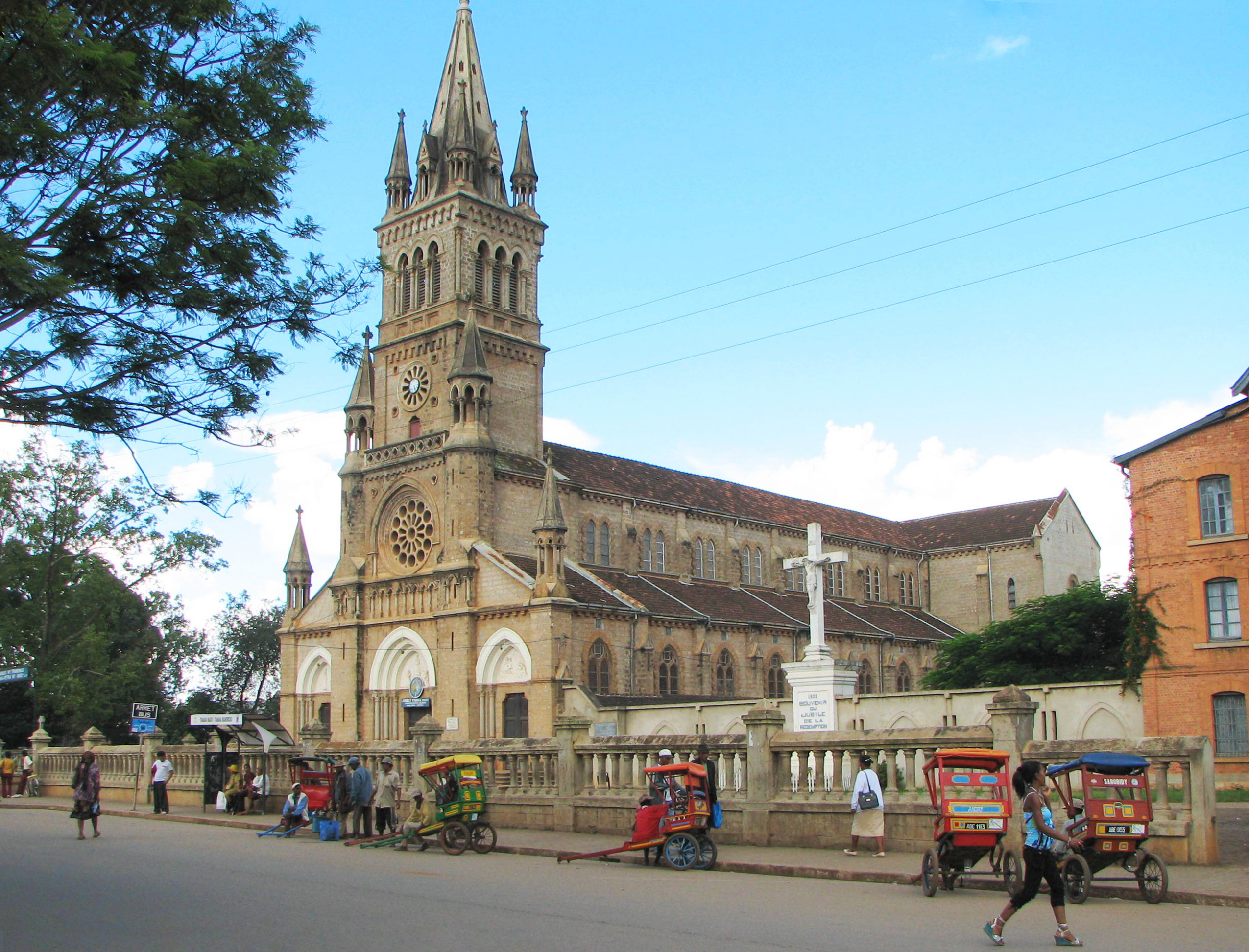
Dom in Antsirabé

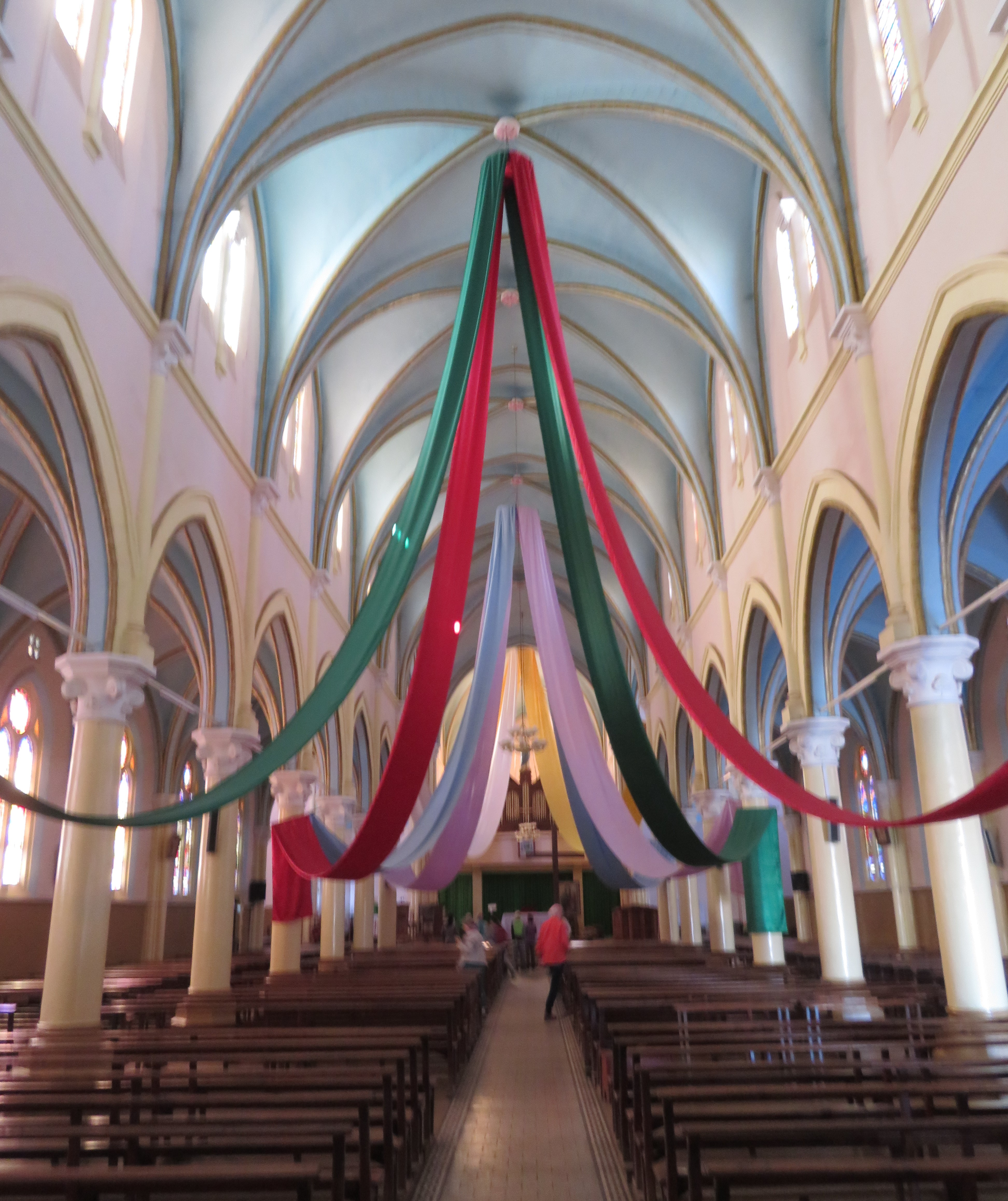
Innenaufnahme des Domes

Das Bistum Antsirabé wurde am 15. Mai 1913 durch Papst Pius X. aus Gebietsabtretungen des Apostolischen Vikariates Zentral-Madagaskar als Apostolische Präfektur Betafó errichtet. Am 24. August 1918 wurde die Apostolische Präfektur Betafó durch Papst Benedikt XV. mit der Apostolischen Konstitution Laeto semper accipimus zum Apostolischen Vikariat erhoben. Das Apostolische Vikariat Betafó wurde am 10. Januar 1921 in Apostolisches Vikariat Antsirabé umbenannt. Am 8. Januar 1938 gab das Apostolische Vikariat Antsirabé Teile seines Territoriums zur Gründung der Apostolischen Präfektur Morondava ab.
Das Apostolische Vikariat Antsirabé wurde am 14. September 1955 durch Papst Pius XII. mit der Apostolischen Konstitution Dum tantis zum Bistum erhoben und dem Erzbistum Tananarive als Suffraganbistum unterstellt.

## Ordinarien

### Apostolische Präfekten von Betafó
- François-Joseph Dantin MS, 1913–1918

### Apostolische Vikare von Betafó
- François-Joseph Dantin MS, 1918–1921

### Apostolische Vikare von Antsirabé
- François-Joseph Dantin MS, 1921–1941
- Edouard Rostaing MS, 1942–1946
- Joseph-Paul Futy MS, 1947–1955

### Bischöfe von Antsirabé
- Claude Rolland MS, 1955–1973
- Jean-Maria Rakotondrasoa MS, 1974–1989
- Philibert Randriambololona SJ, 1989–1992, dann Erzbischof von Fianarantsoa
- Félix Ramananarivo MS, 1994–2009
- Philippe Ranaivomanana, 2009–2022
- Jean Pascal Andriantsoavina, seit 2023